# 維埃納河
維埃納河（法語：Vienne，法語發音：[vjɛn] ⓘ）是法國的河流，位於該國西南部，屬於卢瓦尔河的左支流，河道全長363公里，流域面積21,105平方公里，平均流量每秒203立方米，河道上有數座用於水力發電的大壩。

## 外部連結
- http://www.geoportail.fr （页面存档备份，存于）
- The Vienne at the Sandre database